# Catió dihidrogen
El catió dihidrogen, ió molecular dihidrogen, o H₂+, és l'ió molecular més senzill. Està compost per dos protons amb càrrega positiva i un electró amb càrrega negativa, i pot formar-se en la ionització d'una molècula neutra d'hidrogen. És de gran interès històric i teòric perquè, tenint un sol electró, es pot resoldre l'equació de Schrödinger d'aquest sistema d'una manera relativament senzilla a causa de l'absència de repulsió electró-electró (correlació electrònica). Les solucions analítiques per als autovalors de l'energia són una generalització de la funció W de Lambert (vegeu funció W de Lambert i les seves referències per a més detalls sobre aquesta funció). Després, el cas dels nuclis abraçats es pot resoldre analíticament per complet usant un sistema algebraic per ordinador i, a conseqüència d'això, sol aparèixer com a exemple en la majoria dels llibres de text de Química quàntica.
La primera anàlisi amb èxit del H₂+ mitjançant la mecànica quàntica va ser publicat pel físic danès Øyvind Burrau en 1927, només un any després de la publicació de la mecànica ondulatòria de Erwin Schrödinger. Els intents anteriors usant la vella teoria quàntica havien estat publicats en 1922 per Karel Niessen and Wolfgang Pauli, i en 1925 per Harold Urey. En 1928, Linus Pauling va publicar una revisió posant junts el treball de Burrau amb els de Walter Heitler i Fritz London sobre la molècula d'hidrogen.
L'enllaç en H₂+ es pot descriure com un enllaç covalent d'un electró, que té un ordre d'enllaç formal d'un mitjà (1/2).
Aquest ió es forma habitualment en núvols moleculars en l'espai, i és important en la química del medi interestel·lar.

## Enfocament mecano-quàntic, simetries i asimptoticitat

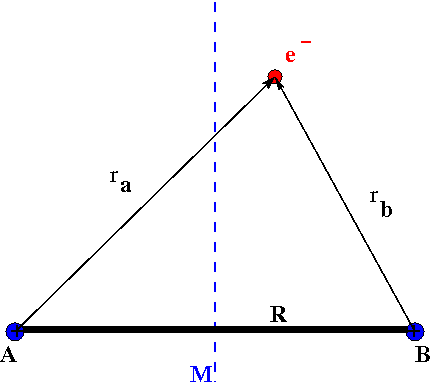
Ion Hidrogen molecular H2 + amb nuclis enllaçats A i B, distància internuclear R i plànol de symmetry M.

L'equació d'ona electrònica més simple de Schrödinger per l'ió molecular dihidrogen {\displaystyle H_{2}^{+}}es representa amb dos centres nuclears fixos, assenyalats com  A  i  B , i un sol electró. Pot escriure com:
{\displaystyle \left(-{\frac {\hbar ^{2}}{2m}}\nabla ^{2}+V\right)\psi =E\psi ~,}
donde {\displaystyle V} és la funció d'energia potencial de Coulomb electró-nucli:
{\displaystyle V=-{\frac {e^{2}}{4\pi \varepsilon _{0}}}\left({\frac {1}{r_{a}}}+{\frac {1}{r_{b}}}\right)}
i  E  és l'energia (electrònica) d'un estat mecano-quàntic donat (autoestat o eigenstate), amb la funció d'estat electrònic {\displaystyle \psi =\psi (\mathbf {r} )} que depèn de les coordenades espacials de l'electró. Un terme additiu{\displaystyle 1/R}, que és constant per a una distància internuclear fixa {\displaystyle R}, ha estat omès del potencial {\displaystyle V}, ja que simplement canvia l'autovalor. Les distàncies entre l'electró i els nuclis es denoten {\displaystyle r_{a}^{}} y {\displaystyle r_{b}^{}}. En unidades atómicas {\displaystyle (\hbar =m=e=4\pi \varepsilon _{0}=1)}. En unitats atòmiques <{\displaystyle (\hbar =m=e=4\pi \varepsilon _{0}=1)} l'equació d'ones és:
{\displaystyle \left({}-{\frac {1}{2}}\nabla ^{2}+V\right)\psi =E\psi \qquad {\mbox{y}}\qquad V={}-{\frac {1}{r_{a}^{}}}-{\frac {1}{r_{b}^{}}}\;.}
Podem escollir el punt mig entre els nuclis com a origen de coordenades. Dels principis de simetria general es dedueix que les funcions d'ona poden caracteritzar pel seu comportament simètric respecte a la inversió espacial (de r {\displaystyle \to } -r). Hi ha funcions d'ona:{\displaystyle \psi _{+}(\mathbf {r} )}, que són simètriques pel que fa a la inversió espacial, i hi ha funcions d'ona:{\displaystyle \psi _{-}(\mathbf {r} )}, que són anti-simètriques sota aquesta operació de simetria: : {\displaystyle \psi _{\pm }(-{\mathbf {r} })={}\pm \psi _{\pm }({\mathbf {r} })\;.} Notem que la permutació (intercanvi) dels nuclis té un efecte similar sobre la funció d'ona electrònica. Només esmentarem que per a un sistema de molts electrons, el comportament propi de {\displaystyle \psi } pel que fa a la simetria de permutació dels electrons (principi d'exclusió de Pauli) ha de ser garantit, a més d'aquestes simetries ja discutides anteriorment. Ara les equacions de Schrödinger per a aquestes funcions d'ona de simetria adaptada són:
{\displaystyle {\begin{aligned}\left(-{\frac {1}{2}}\nabla ^{2}+V\right)\psi _{+}=E_{+}\psi _{+}\\\left(-{\frac {1}{2}}\nabla ^{2}+V\right)\psi _{-}=E_{-}\psi _{-}\end{aligned}}}
L'estat fonamental (l'estat discret de menor energia) de {\displaystyle H_{2}^{+}} és l'estat {\displaystyle {\rm {X}}_{}^{2}\Sigma _{\rm {g}}^{+}} amb la corresponent funció d'ona {\displaystyle \psi _{+}} indicada como {\displaystyle 1s\sigma _{\rm {g}}^{}}. Hi ha també un primer estat excitat {\displaystyle {\rm {A}}_{}^{2}\Sigma _{\rm {u}}^{+}}, amb el seu {\displaystyle \psi _{-}} indicada com {\displaystyle {\rm {2p}}\sigma _{\rm {u}}^{}}. Els sufixos gyu procedents de l'alemany gerade (parell) i ungerade (senar) apareixen aquí per assenyalar només el comportament simètric sota una inversió espacial.  El seu ús és la pràctica habitual per a la designació d'estats electrònics de molècules diatòmiques, mentre per als estats atòmics s'usen els termes even (parell) i odd (senar)

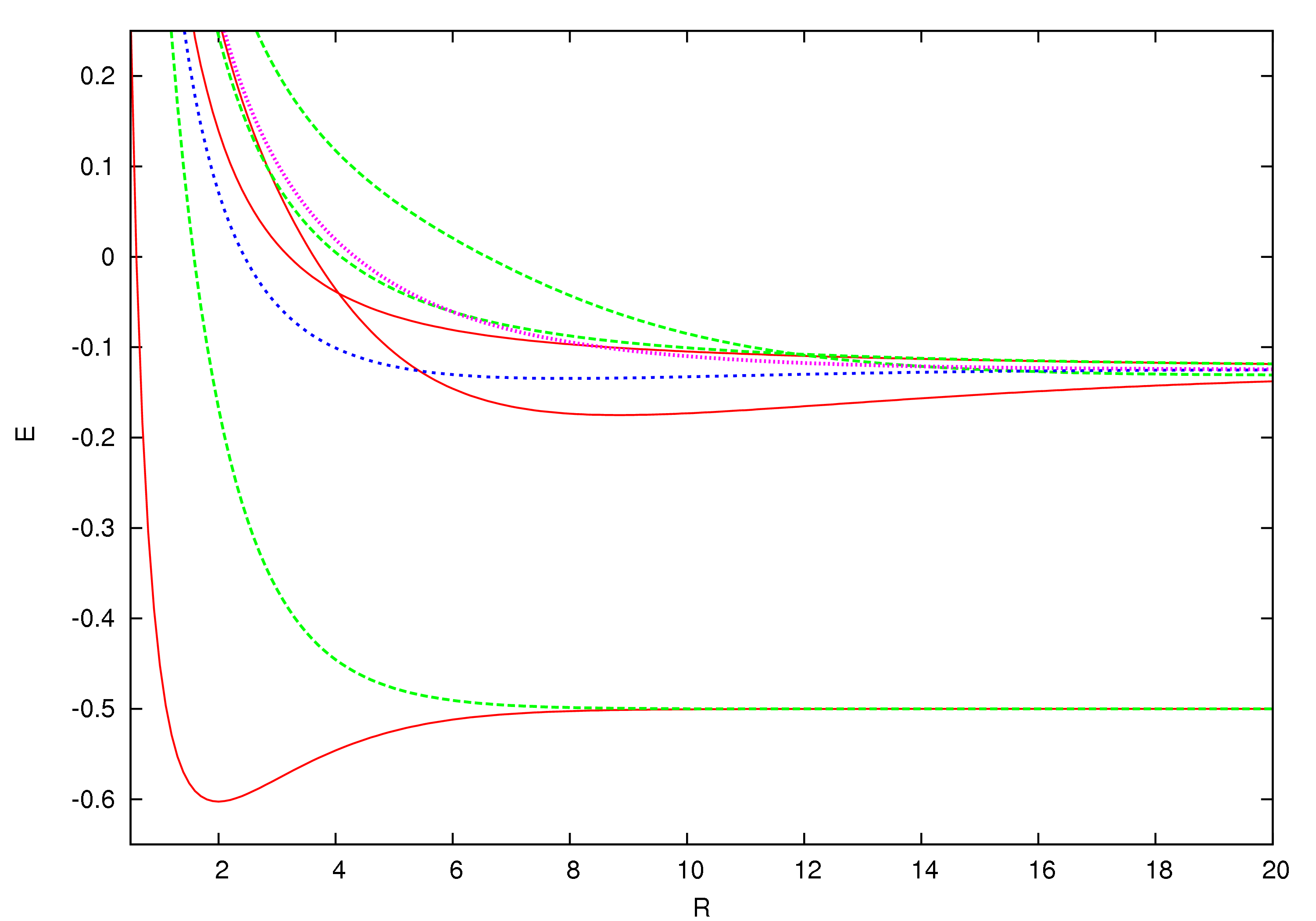
Energies (E) dels estats discrets de menor energia de l'ió hidrogen molecular en funció de la distància internuclear (R) en unitats atòmiques.

 Asimptòticament, les autoenergías (totals) {\displaystyle E_{\pm }} per a aquests dos estats de menor energia tenen la mateixa expansió asimptòtica com una potència inversa de la distància internuclear  R :
{\displaystyle E_{\pm }={}-{\frac {1}{2}}-{\frac {9}{4R^{4}}}+O(R^{-6})+\cdots }
Aquesa i les corbes d'energia inclouen el terme 1/R internuclear. La diferència real entre aquestes dues energies es diu desdoblament (splitting) de la energia d'intercanvi i està donada per:
{\displaystyle \Delta E=E_{-}-E_{+}={\frac {4}{e}}\,R\,e^{-R}\left[\,1+{\frac {1}{2R}}+O(R^{-2})\,\right]}
que s'esvaeix exponencialment quan la distància internuclear  R  es fa gran. El terme {\displaystyle {\textstyle {\frac {4}{e}}}Re^{-R}} plom es va obtenir primer pel mètode d'Holstein-Herring. De la mateixa manera, les expansions asimptòtiques en potències de  1 / R  s'han obtingut per un ordre elevat per Cizek  et al.  Per als deu estats discrets de menor energia de l'ió molecular hidrogen (en el cas de nuclis enllaçats). Per a sistemes moleculars diatómicos i poliatòmics en general, l'energia d'intercanvi és per tant molt difícil de calcular per a distàncies internucleares grans però no obstant això es necessita per interaccions de llarg abast incloent estudis relacionats amb el magnetisme i efectes d'intercanvi de càrrega. Aquests són de particular importància en la física estel·lar i atmosfèrica.
Les energies per als estats discrets de menor energia es mostren en el gràfic. Poden obtenir-se amb una precisió arbitrària usant àlgebra de computació a partir de la funció W de Lambert  generalitzada  (veure l'equació {\displaystyle (3)} a aquest lloc i la referència de
Scott, Aubert-Frécon and Grotendorst) però van ser obtingudes inicialment per mètodes numèrics fins doble precisió amb el programa més precís disponible, ODKIL. 
- Les línies contínues vermelles són estats {\displaystyle {\rm {}}_{}^{2}\Sigma _{\rm {g}}^{+}}.
- Les línies verdes discontínues són estats {\displaystyle {\rm {}}_{}^{2}\Sigma _{\rm {u}}^{+}}.
- La línia blava discontínua és un estat {\displaystyle {\rm {}}_{}^{2}\Pi _{\rm {u}}} i
- La línia rosa de punts és un estat {\displaystyle {\rm {}}_{}^{2}\Pi _{\rm {g}}}

Noteu que encara que les solucions de autovalors de la funció W de Lambert generalitzada substitueix aquestes extensions asimptòtiques, a la pràctica, són més útils per a distàncies properes a la longitud d'enllaç. Aquestes solucions són possibles perquè la equació diferencial parcial de l'equació d'ona aquí se separa en dos equacions diferencials ordinàries acoblades usant coordenades esferoïdals allargades

## Formació
El ió dihidrogen es forma a la Natura per interacció dels raigs còsmics i la molècula d'hidrogen. Un electró és eliminat deixant enrere el catió. 
H₂ + raig còsmic → H₂+ + e- + raig còsmic
Les partícules dels raigs còsmics tenen prou energia per ionitzar moltes molècules abans d'arribar a parar-se.
En la naturalesa l'ió es destrueix per reacció amb altres molècules d'hidrogen, formant així el catió trihidrógeno i un àtom lliure d'hidrogen:
H₂+ + H₂ → H₃+ + H
L'energia d'ionització de la molècula d'hidrogen és 15.603 eV. L'energia de dissociació de l'ió és de només 1.8 ev. Electrons d'alta velocitat també poden causar la ionització de molècules d'hidrogen. El pic de ressonància (pic de la corba de secció eficaç) per a la ionització per protons d'alta energia és de 70000 eV amb una secció eficaç de 2.5x10-16 cm². Un protó dels rajos còsmics demenor energia pot també arrencar un electró d'una molècula d'hidrogen neutra per formar un àtom d'hidrogen neutre amb un pic de secció eficaç de prop de 8000 eV per 8x10-16 cm².
Sotmetent a un plasma a una descàrrega elèctrica en una cèl·lula artificial de descàrrega de plasma també es produeix l'ió.